# USS Astoria (CA-34)
USS Astoria (CA-34) – amerykański ciężki krążownik, drugi wprowadzony do służby krążownik traktatowy typu New Orleans.
Zwodowany 16 grudnia 1932 roku w stoczni Puget Sound w Bremerton, do służby w marynarce amerykańskiej wszedł 28 kwietnia 1934 roku. Podstawowe uzbrojenie rozwijającego maksymalną prędkość 32,7 węzła okrętu o wyporności 10 000 ton standardowych, stanowiło dziewięć dział 203 mm L/55 Mark 14, uzupełnionych ośmioma działami uniwersalnymi 127 mm L/25.
Po wybuchu wojny na Pacyfiku okręt wziął udział w rajdzie na Salamaua i Lae, uczestniczył następnie w eskorcie lotniskowca USS Yorktown (CV-5) podczas bitew na Morzu Koralowym oraz pod Midway. Podczas drugiej z nich, z uszkodzonego „Yorktowna” przejął na swój pokład kontradmirała Franka Fletchera. Od 7 sierpnia 1942 roku „Astoria” osłaniała lądowanie 1. dywizji marines na Guadalcanalu. Nocą z 8 na 9 sierpnia okręt został zatopiony przez japońskie krążowniki w trakcie bitwy koło wyspy Savo.